# Museo delle belle arti di Montréal
Il Museo delle belle arti di Montréal (in francese: Musée des beaux-arts de Montréal) è la principale pinacoteca della metropoli canadese.

## Storia
La sua fondazione nel 1860 ne fa l'istituzione più antica del paese.
Nel 1972 il museo fu oggetto del più grande caso di furto d'arte nella storia del Canada, quando dei rapinatori armati sottrassero gioielli, statuette e diciotto dipinti, per un bottino di 2 milioni di dollari dell'epoca, compresi lavori di Delacroix, Thomas Gainsborough e un raro paesaggio di Rembrandt, valutato da solo nel 2003 20 milioni di dollari. Le opere non sono state mai recuperate.

## Descrizione
Il museo si divide in tre padiglioni: quello in stile Beaux-Arts del 1912, progettato da William Sutherland Maxwell e suo fratello Edward, detto padiglione Michal e Renata Hornstein; quello in stile modernista del 1991, progettato da Moshe Safdie, detto padiglione Jean-Noël Desmarais e situato sull'altro lato della strada; il padiglione Liliane e David M. Stewart costruito tra il 2007 ed il 2010, situato in rue Sherbrooke Ouest.
Il primo espone opere incentrate sulla storia del Québec, il secondo è specializzato sull'arte mondiale e il terzo è dedicato all'arte canadese.

## Opere
Andrea Mantegna
- Giuditta, 1495-1500 circa
- Didone, 1495-1500 circa

Jusepe de Ribera
- - San Giuseppe, 1635 circa

Giovanni Battista Tiepolo

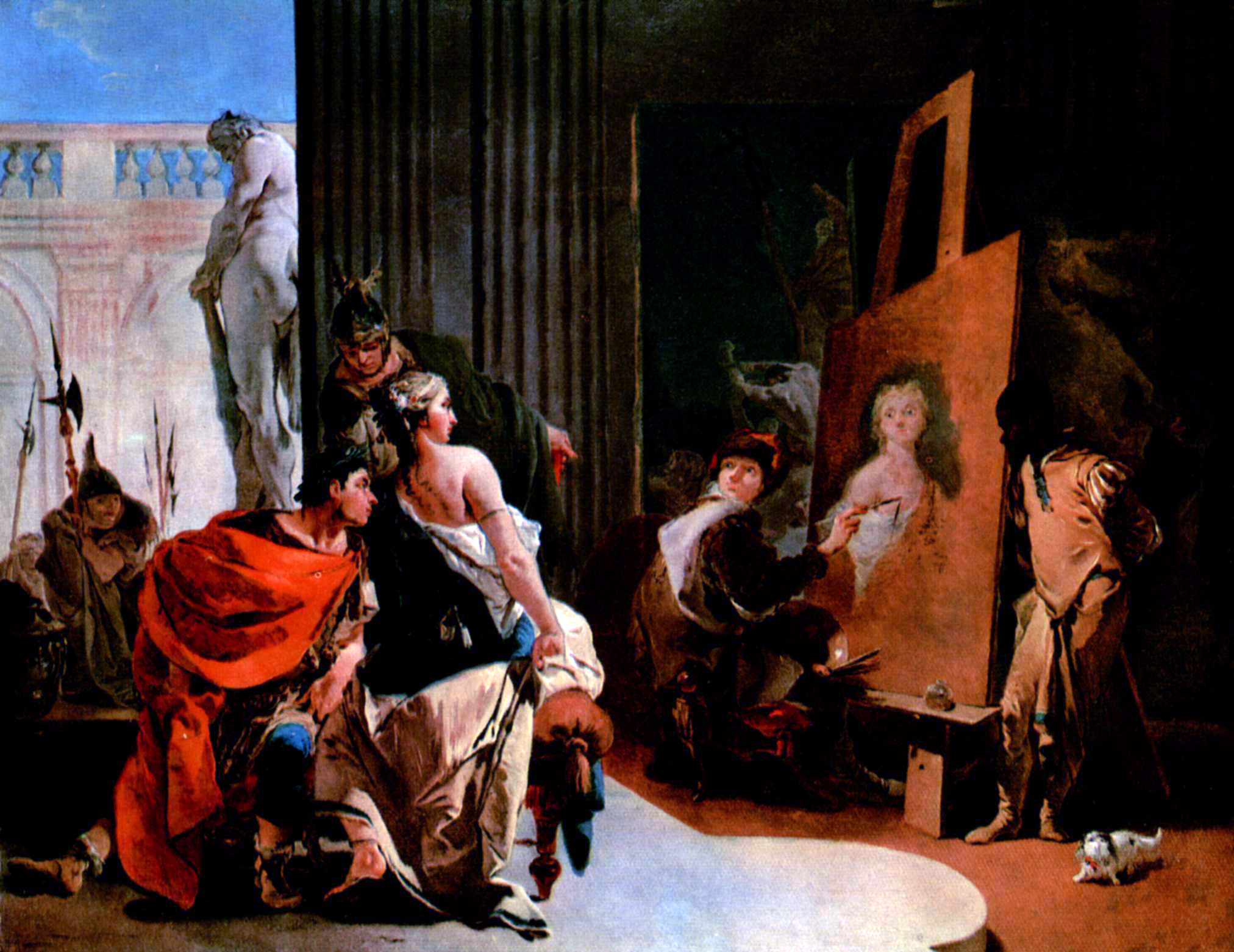
Giovanbattista Tiepolo, Alessandro il grande nell'atelier di Apelle

- Alessandro e Campaspe nello studio di Apelle, 1725-1726